# Jatibening
Jatibening is een bestuurslaag in het regentschap Kota Bekasi van de provincie West-Java, Indonesië. Jatibening telt 40.568 inwoners (volkstelling 2010).